# Daminozide
Le daminozide est un régulateur de croissance des plantes.
Le produit connu aussi sous la dénomination commerciale de ALAR, subit une campagne pour son interdiction aux USA en 1989, interdiction effective après le témoignage de l'actrice Meryl Streep devant le congrès américain.
Cependant la dose à risque pour la santé humaine aurait nécessité l'ingestion de plusieurs dizaines de milliers de pommes, mais la food and drug administration se soumit quand même à la demande populaire d'interdiction malgré l'absence d'effet délétère prévisibles sur la santé des populations. Coralie Chevalier et Mathieu Perona prennent cet exemple comme illustration du biais de disponibilité distordant la demande d'action publique. 